# Apolpium rufeolum
Apolpium rufeolum es una especie de arácnido del orden Pseudoscorpionida de la familia Olpiidae.

## Distribución geográfica
Se encuentra en Venezuela.